# Пођо (Пистоја)
Пођо је насеље у Италији у округу Пистоја, региону Тоскана.
Према процени из 2011. у насељу је живело 15 становника. Насеље се налази на надморској висини од 854 м.